# سازمان توسعه تجارت سوئد
سازمان توسعه تجارت سوئد Business Sweden ، یک سازمان نیمه دولتی است که به طور مشترک با انجمن تجارت جهانی سوئد ایجاد شده و وظیفه اش ایجاد و ارتقاء همکاری های تجاری شرکت های سوئدی و صیانت از منافع تجاری دولت سوئد در خارج از کشور سوئد و در سطح جهانی است. سازمان توسعه تجارت سوئد در 57 کشور جهان دفتر نمایندگی دارد و چندین دفتر هم در شهرهای مختلف سوئد دارد.
در درجه اول این سازمان به شرکت های کوچک و متوسط سوئدی کمک می کند تا در سطح بین‌المللی رشد کنند و برای جذب سرمایه گذاری خارجی به سوئد تلاش کنند. همچنین این سازمان فرصت های شغلی را برای شرکت های سوئدی در خارج از کشور شناسایی کرده و زمینه همکاری شرکت های خارجی را با موسسات و شرکت های سوئدی فراهم می کند. 
سازمان توسعه تجارت سوئد در تاریخ 1 ژانویه 2013 از طریق ادغام شورای تجارت سوئد و سرمایه گذاری سوئد ، طبق تصمیم ریکسداگ در ژوئن 2012 تشکیل شد.
ایلوا برگ از اول آوریل 2014 مدیرعامل سازمان توسعه تجارت سوئد بوده است.  در بهمن ماه 1305 خانم برگ در سفری به تهران دفتر این سازمان را در تهران افتتاح کرد. وی در خبری که توسط خبرگزاری رسمی ایران، ایرنا منتشر شده، اعلام کرد که افتتاح نمایندگی این سازمان در تهران پس از 9 ماه تحقیق میدانی درباره مسائل اقتصادی و ظرفیت‌های همکاری با ایران صورت گرفت. با خروج آمریکا از برجام این دفتر در تهران تعطیل شد و دفتر سازمان توسعه تجارت سوئد در کشور امارات عربی متحده، رسیدگی به امور این سازمان در ایران را برعهده گرفت. 
احمد معصومی فر سفیر ایران در سوئد در تاریخ 27 مرداد 1399 با خانم ایلوا برگ ( Ylva Berg) رئیس سازمان توسعه تجارت سوئد ملاقات و در خصوص موضوعات مختلف همکاریهای تجاری و اقتصادی با این کشور تبادل نظر نمود.در این دیدار که در دفتر این سازمان در استکهلم انجام شد، همکاری شرکت های سوئدی و ایرانی در زمینه تامین نیازها و تجهیزات مرتبط با کنترل و درمان ویروس کرونا مورد بحث و تبادل نظر قرار گرفت. 